# Gare de Cluses
Gare de Cluses vasútállomás Franciaországban, Cluses településen.

## Vasútvonalak
Az állomást az alábbi vasútvonalak érintik:
- La Roche-sur-Foron–Saint-Gervais-vasútvonal

## Kapcsolódó állomások
A vasútállomáshoz az alábbi állomások vannak a legközelebb:
- Gare de Marignier (Coppet vasútállomás, La Roche-sur-Foron–Saint-Gervais-vasútvonal, Léman Express Line 3)
- Gare de Magland (Gare de Saint-Gervais-les-Bains-Le Fayet, La Roche-sur-Foron–Saint-Gervais-vasútvonal, Léman Express Line 3)